# Joseph Ferrer
Joseph Ferrer (Cañada de Benatanduz, Terol, (Aragó), 1682 - Toledo, (Castella-La Manxa), 1752) fou un compositor i religiós espanyol.
En la seva joventut desenvolupà càrrecs artístics en les catedrals de València i Toledo, vila en la que hi morí el 1752.
Escriví una obra titulada Escudo político de la entrada del Miserere nobis de la Missa Scala Aretina que compuso don Francisco Valls, maestro de capilla de la S. I. de Barcelona, en la que s'ocupava de la polémica promoguda en aquella època per diversos músics amb motiu de la citada entrada.
(Francesc Valls i Galan (1671-1747) va ser un dels màxims exponents de la música barroca a Catalunya.)